# 劉子深
劉子深（456年—450年代），南北朝刘宋宋孝武帝劉駿第五子，母為徐昭容。

## 生平
生年不详，从异母兄长劉子勛生年推断当在456年。劉子深与劉駿第九子永嘉王劉子仁、第十八子南平王劉子產是同母所生，劉子深早夭，未封王。